# Minian

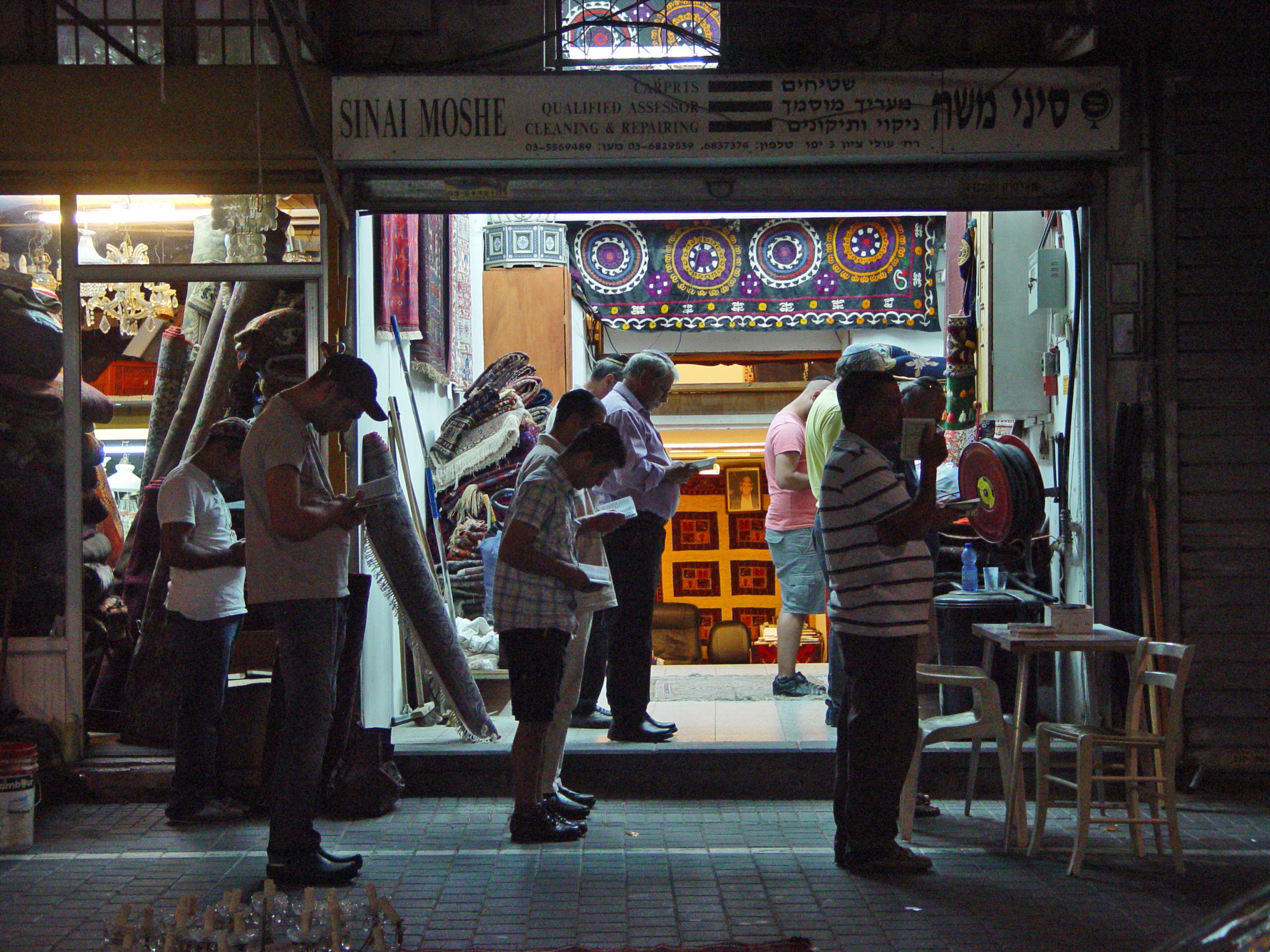
Oração Ma'ariv pelo minian no mercado-pulga de Jaffa Tel Aviv

Um minian, ou minyan (em hebraico: מִנְיָן, cujo significado é contar, número; pl. מִניָנִים minyanim) no judaísmo se refere ao quórum de dez judeus adultos necessários para certas obrigações religiosas. De acordo com muitos fluxos não-ortodoxos do judaísmo, mulheres adultas contam no minian.
A atividade mais comum que exige um minian é a oração pública. Assim, o termo minian no judaísmo contemporâneo assumiu o significado secundário de se referir a um serviço de oração.